# Găgăuzi
Găgăuzii (în găgăuză gagauz, plural gagauzlar) sunt un popor turcic, care trăiește în principal în regiunea autonomă Găgăuzia din Republica Moldova. Potrivit estimărilor, există între 200.000 și 230.000 de membri ai acestui popor la nivel mondial. 
Dintre acestea, circa 150.000 locuiesc în Republica Moldova (aproape 128.000 dintre ei în Găgăuzia), aproximativ 32.000 în Ucraina și aproximativ 14.000 în Rusia. 
În plus, există câteva mii de găgăuzi în alte state succesoare ale Uniunii Sovietice, precum și în Turcia, România și Grecia.
Ei trăiesc și în sudul Basarabiei (Bugeac), în număr de aproximativ 250.000 de locuitori, precum și în Dobrogea (vezi articolul Găgăuzii din România), estul Bulgariei și alte zone din Balcani.
Se presupune că găgăuzii fac parte din grupul turcilor oguzi, deoarece denumirea lor provine din numele turcesc de Gök-Oğuz însemnând „Poporul albastru” sau „ceresc”. Împreună cu ciuvașii, un alt popor vorbitor de limbă turcică, găgăuzii sunt printre puținele grupuri etnice de limbă turcică de religie creștină (ambele populații sunt de rit ortodox).

## Răspândire geografică
Găgăuzii au astăzi așezări în regiunile ucrainene Odesa și Zaporijjea, ca și în Kazahstan, Kârgâzstan, Uzbekistan, Kabardino-Balkaria, România (Dobrogea), Republica Moldova (Găgăuzia). Mai trăiesc aproape 20.000 de găgăuzi în țările balcanice Grecia (nord) și Bulgaria (est) de unde și provin cei din Basarabia.
Alte grupuri, cu același etnonim, găgăuzi, trăiesc în Turcia (partea europeană) și în Macedonia de Nord, dar acești găgăuzi sunt musulmani.

## Istoria

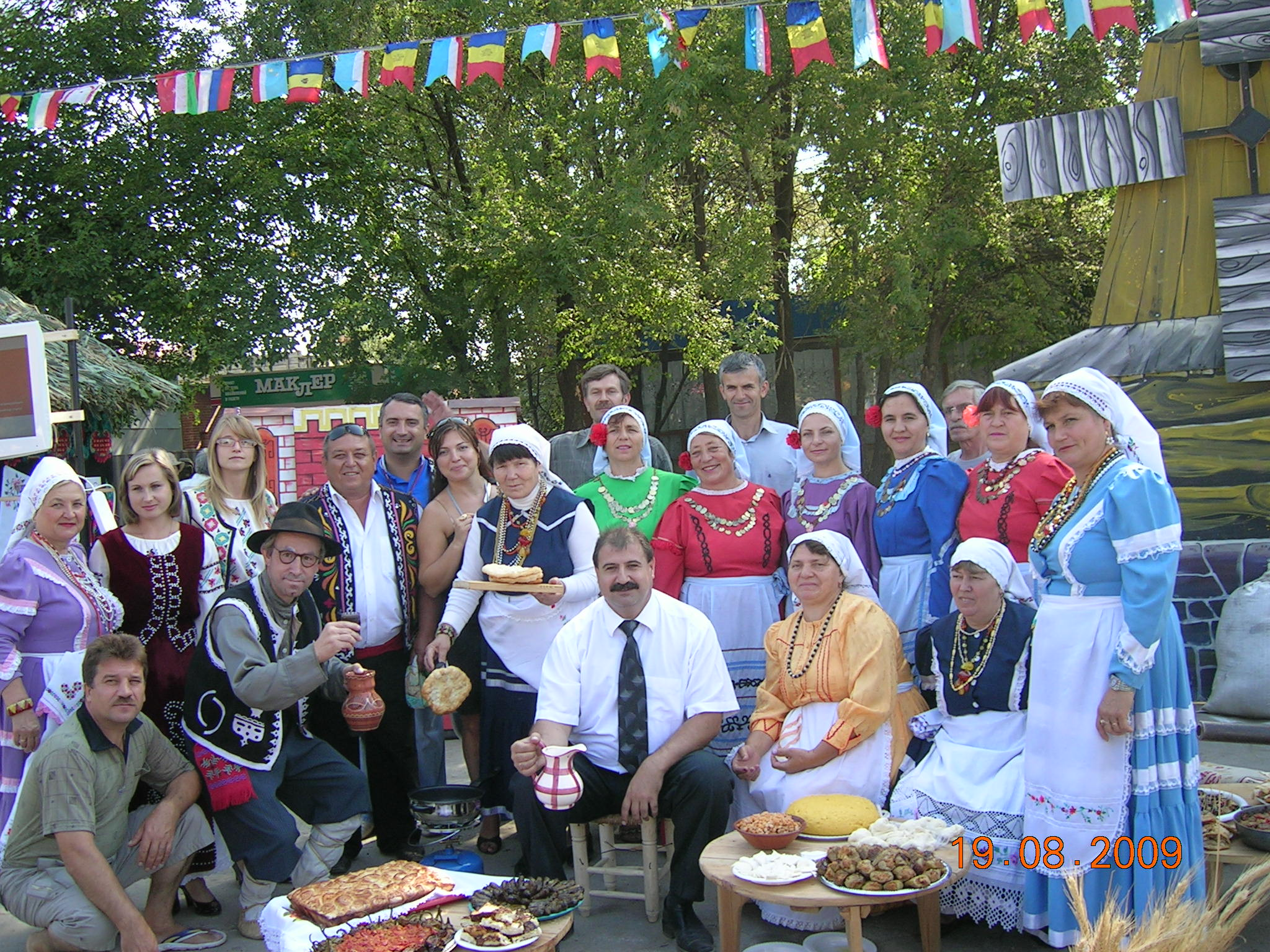
Portul popular găgăuz

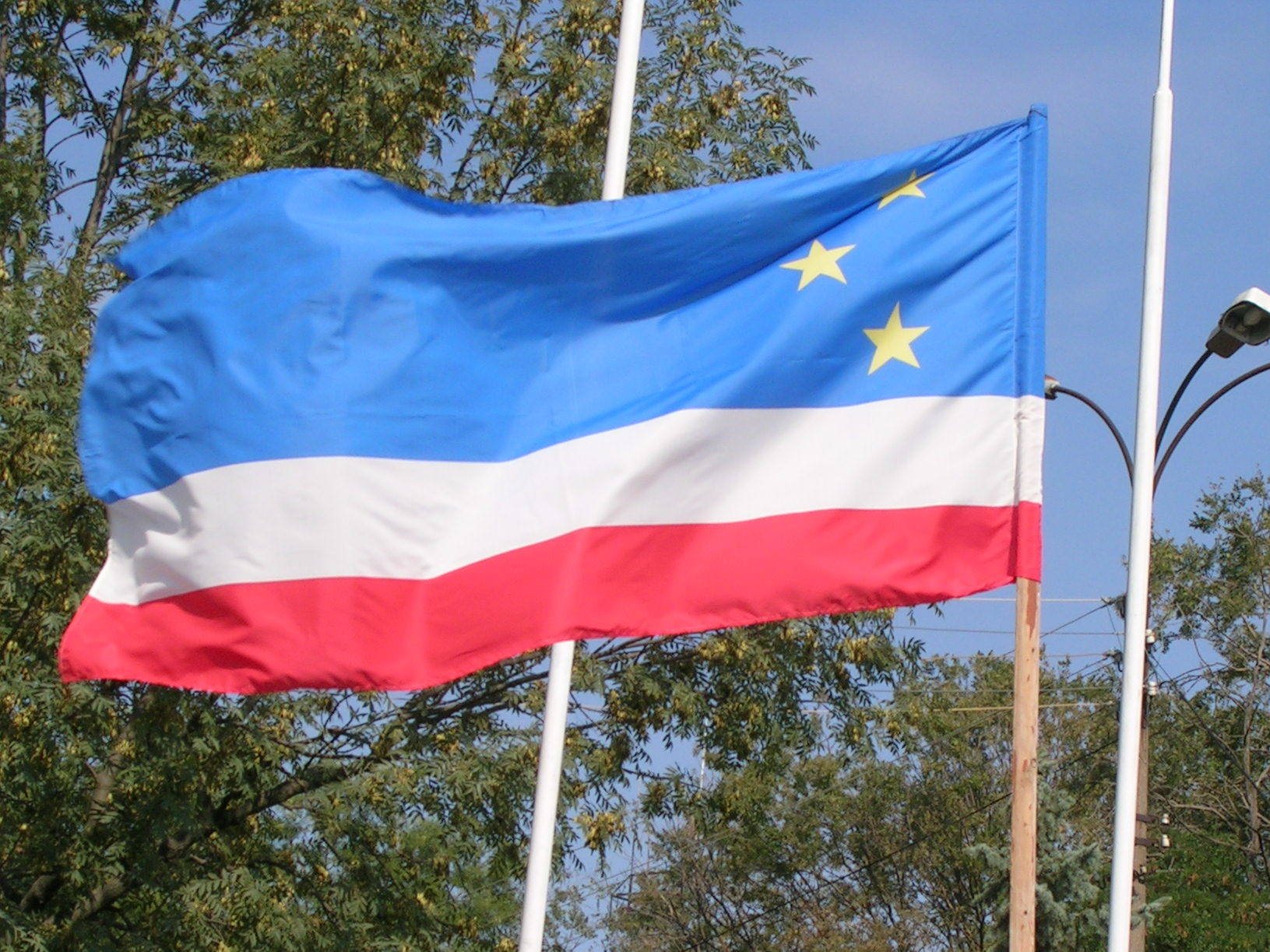
Steagul poporului găgăuz

### Până în secolul al XIX-lea
Se presupune că strămoșii găgăuzilor au provenit din triburile turcice medievale ale oguzilor/uzilor, care au traversat de asemeni regiunile nord-pontice. Izvoarele bizantine consemnează faptul că, în secolul al XI-lea, tribul nomad guzi a trecut Dunărea și s-a așezat în Bulgaria, Macedonia și Grecia. Odată așezați în aceste regiuni, guzii au adoptat stilul de viață sedentar și creștinismul ortodox. Amestecul etnic dintre guzi și alte triburi turcice, pecenegii și cumanii, ar fi dat naștere poporului găgăuz. De-a lungul timpului au fost formulate mai multe teorii despre originile găgăuzilor. Publicistul și militantul comunist bulgar Gheorghi Dimitrov enumera 18 teorii diferite despre formarea găgăuzilor, iar istoricul găgăuz Maria Marunevici inventariază și analizează 21 astfel de teorii.
[1] Gheorghi Mihailov Dimitrov (18 iunie 1882–2 iulie 1949) politician bulgar, lider al Partidului Comunist Bulgar și exponent al Cominternului; a deținut funcția de Prim-ministru al Bulgariei în perioada 1945–1949.

### Istoria timpurie și așezarea găgăuzilor în Basarabia
Înainte de a emigra spre teritoriul Basarabiei de Sud (Bugeac), majoritatea găgăuzilor locuiau în Nord–Estul Bulgariei. În a doua jumătate a veacului al XVIII-lea–începutul secolului al XIX-lea, găgăuzii, alături de bulgarii și alte popoare de confesiune creștin ortodoxă din Peninsula Balcanică (greci, sârbi etc.), au fost nevoiți să fugă de opresiunea etnică și persecuțiile religioase ale otomanilor și s-au așezat la nord de Dunăre, în Țările Române sau în Imperiul Rus. În anul 1812, când Bugeacul a trecut din stăpânirea Otomană în stăpânirea Rusească, turcii și tătarii musulmani (în parte Nogai) au fost alungați de aici spre Dobrogea și răsăritul Bulgariei, fiind înlocuiți de găgăuzi și bulgari, adică ortodocși, veniți din acele regiuni rămase otomane. Alți Tătari nogai din Bugeac au fost risipiți de guvernul țarist în regiunile Crimeea, Azov și Stavropol. Imigranții găgăuzi și bulgari au fost colonizați în șatrele (aulurile) părăsite de Nogai, în locul cărora ei au construit sate (Nogaii erau mai ales crescători de oi, capre și cai, în timp de Găgăuzii și Bulgarii erau mai ales cultivatori și crescători de vite și porci). Rusia a încurajat imigrarea din zona Dunării prin împroprietărire cu pământ și acordarea de ajutoare. Noii locuitori au fost învățați sa scrie și să vorbească în limba rusă. În aceeași zonă au fost colonizați și locuitori din nordul Ucrainei, iobagi ruși refugiați, coloniști germani din ducatul Varșoviei și mulți alții. Găgăuzii s-au așezat în Avdarma, Comrat, Congaz, Tomai, Cișmichioi și alte foste sate tătare, din partea de apus a Bugeacului. Prin săparea multor puțuri și irigație, noii imigranți au transformat stepele aride ale Bugeacului într-o regiune agricolă rodnică.
În trecut, limba găgăuză a fost scrisă cu alfabetul grecesc și alfabetul limbii române până în 1957, când a fost impus alfabetul chirilic rusesc adaptat la fonetica limbii.
Cu excepția a cinci zile de revoltă, din iarna anului 1906, când în timpul unei răscoale țărănești a fost proclamată o republică autonomă la Comrat, găgăuzii basarabeni au fost guvernați de Imperiul Țarist, Regatul României și Uniunea Sovietică, fără a avea o formațiune statală proprie, dar având reprezentanți în diferitele instanțe administrative succesive precum kraiurile, județele, comunele sau sovietele sătești.

### Perioadasovieticăși postsovietică

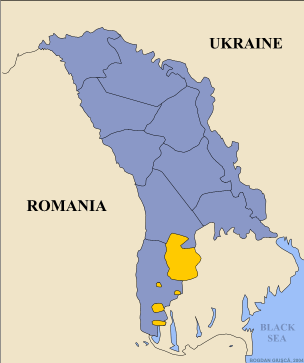
Găgăuzia (cu galben) în cadrul Republicii Moldova

În perioada sovietică, populația găgăuză, ca și cea moldovenească și multe altele, a fost supusă rusificării. Lipsa școlilor cu predare în limba găgăuză a făcut ca majoritatea acestei populații să fie școlarizată în rusește, iar limba rusă a devenit pentru mulți principala limbă vorbită. În cadrul câtorva dintre școlile în limba rusă se predau și cursuri de limbă găgăuză.
În perioada sovietică a existat un plan de reanaștere a limbii și culturii găgăuze. În iulie 1957, Consiliul de Miniștri al RSSM a adoptat decretul „privind măsurile de îmbunătățire a educației copiilor de naționalitate găgăuză”, ce prevedea organizarea școlilor cu predare în limba maternă, studierea acesteia ca disciplină educațională de bază, instruirea profesorilor pentru predarea limbii în școlile din localitățile cu o populație majoritar găgăuză, dar și numeroase proiecte de cercetare a istoriei, a limbii și culturii găgăuzilor. La 1 septembrie 1958, în 38 de școli din raioanele Vulcănești, Comrat, Ceadîr-Lunga și Taraclia a fost introdusă limba găgăuză ca limbă de instruire, iar în 1959 a fost lansată o colecție folclorică și literară numită „Bujaktan Seslyar” [„Vocea Bugeacului”], care a stat la baza literaturii găgăuze moderne. La un an distanță, predarea în limbile găgăuză și bulgară a fost întreruptă, iar toate cele 38 de școli au trecut din nou la predarea în limba rusă.
Concomitent cu inițierea procesului de predare în limba găgăuză a fost lansată și ideea creării unei autonomii bulgaro–găgăuze în sudul RSS Moldovenești. 
Naționalismul găgăuz a rămas o mișcare intelectuală pe tot parcursul deceniului al nouălea al secolului trecut, dar la sfârșitul deceniului, mulțumită răspândirii idealurilor democratice în Uniunea Sovietică („glasnost”, „perestroika”), a evoluat în mișcare politică odată cu întemeierea „Poporului găgăuz” (Gagauz halkî) în 1988. Pe măsură ce creștea în mod paralel mișcarea națională moldovenească, și mai ales atunci când „limba moldovenească” a fost adoptată ca limbă oficială în Republica unională Moldovenească, o parte din liderii „Poporului găgăuz”, foști activiști sovietici în frunte cu Stepan Topal, s-au aliat cu reprezentanții altor minorități naționale din Republică, pentru a se împotrivi mișcării naționale moldovenești.
În 1989, la primul congres al „Poporului găgăuz”, acesta a votat rezoluția grupului care cerea crearea unui teritoriu autonom în sudul Moldovei (dar nu în Bugeacul ucrainean), cu capitala la Comrat. În august 1990, în timp ca Republica Moldova își proclama independența față de URSS, grupul condus de Stepan Topal a proclamat Găgăuzia ca republică autonomă a URSS, care oficial mai exista în acel moment, simultan cu același proces care avea loc în Transnistria sub conducerea liderilor Igor Smirnov și Aleksandr Lebed. Guvernul din Chișinău al Moldovei, nou stat independant, a considerat declarația ca neconstituțională. În acel moment, Găgăuzii, care în marea lor majoritate nu cunoșteau situația reală și nu călătoriseră decât în URSS, erau speriați de propaganda politică potrivit căreia „românismul” din noua Republică era o mișcare „fascistă” iar eventuala unire a acesteia cu România (unire care în acel moment părea iminentă) ar însemna să fie dați afară din țară.
În aceste condiții, grupul pro-sovietic a preluat total conducerea „Poporului găgăuz” și a organizat în martie 1991 un „referendum” la care partizanii săi au votat în unanimitate pentru rămânerea în cadrul URSS, fără ca alți alegători să-și poată manifesta opiniile, așa cum a constatat ziaristul francez Jean-Baptiste Naudet, de la ziarul „Le Monde”., deși când parlamentul Republicii Moldova a votat independența Republicii, 6 din cei 12 deputați găgăuzi votaseră „da”. Ulterior, o parte din Găgăuzi au sprijinit tentativa de lovitură de stat de la Moscova, tensionând și mai mult relațiile cu Chișinăul. Găgăuzia s-a autoproclamat independentă la 19 august 1990 sub conducerea lui Topal, urmată fiind în septembrie de Transnistria. Aceste acțiuni erau menite să oblige Frontul Popular ca să-și atenueze linia proromână, considerată fascistă, și să revină la linia prosovietică, ulterior pro-rusă, ceeace s-a și întâmplat. 

Steagul Gagauz Yeri

În februarie 1994, președintele Mircea Snegur a promis găgăuzilor autonomie, dacă revin în legalitatea republicană (și prin aceasta, internațională). Aceiași propunere a fost făcută de Mircea Snegur și Transnistriei, care a refuzat-o, deoarece guvernul Smirnov adera la ideia unui stat federal „sub ocrotirea federației Ruse” format din trei republici autonome: Moldova, Găgăuzia și Transnistria. Găgăuzia însă, inclusiv Stepan Topal care între timp călătorise în Turcia, Uniunea Europeană și România, a răspuns pozitiv la această propunere, iar la 23 decembrie 1994, Parlamentul Republicii Moldova a adoptat „Legea despre statutul legal special al Găgăuziei” (în găgăuză Gagauz Yeri), rezolvând astfel disputa pe cale pașnică. Această dată a fost declarată sărbătoare găgăuză. Până și mișcarea unionistă moldo-română afirmă că va respecta acest statut. Multe organizații europene de apărare a drepturilor omului consideră Găgăuzia drept model de succes pentru rezolvarea conflictelor etnice. Găgăuzia este, de atunci încoace, o unitate național-teritorială autonomă cu propriul legislativ (Adunarea Populară Găgăuză), propria lege de funcționare, Legea 344 și trei limbi oficiale: moldoveneasca (româna), găgăuza și rusa.
Treizeci de localități, între care trei orașe, și-au exprimat dorința de a fi incluse în granițele Teritoriului Autonom Găgăuz. În 1995, Gheorghe Tabunșcic a fost ales în postul de guvernator (Bașcan) al Găgăuziei pentru un mandat de patru ani. Pentru mandate, în aceeași perioadă au fost aleși deputații parlamentului local, Adunarea Populară, și președintele acestuia, Petru Pașalî.